# Klein Meckelsen
Klein Meckelsen är en kommun och ort i Landkreis Rotenburg i förbundslandet Niedersachsen i Tyskland.
Kommunen ingår i kommunalförbundet Samtgemeinde Sittensen tillsammans med ytterligare åtta kommuner.